# Politique étrangère de la Côte d'Ivoire

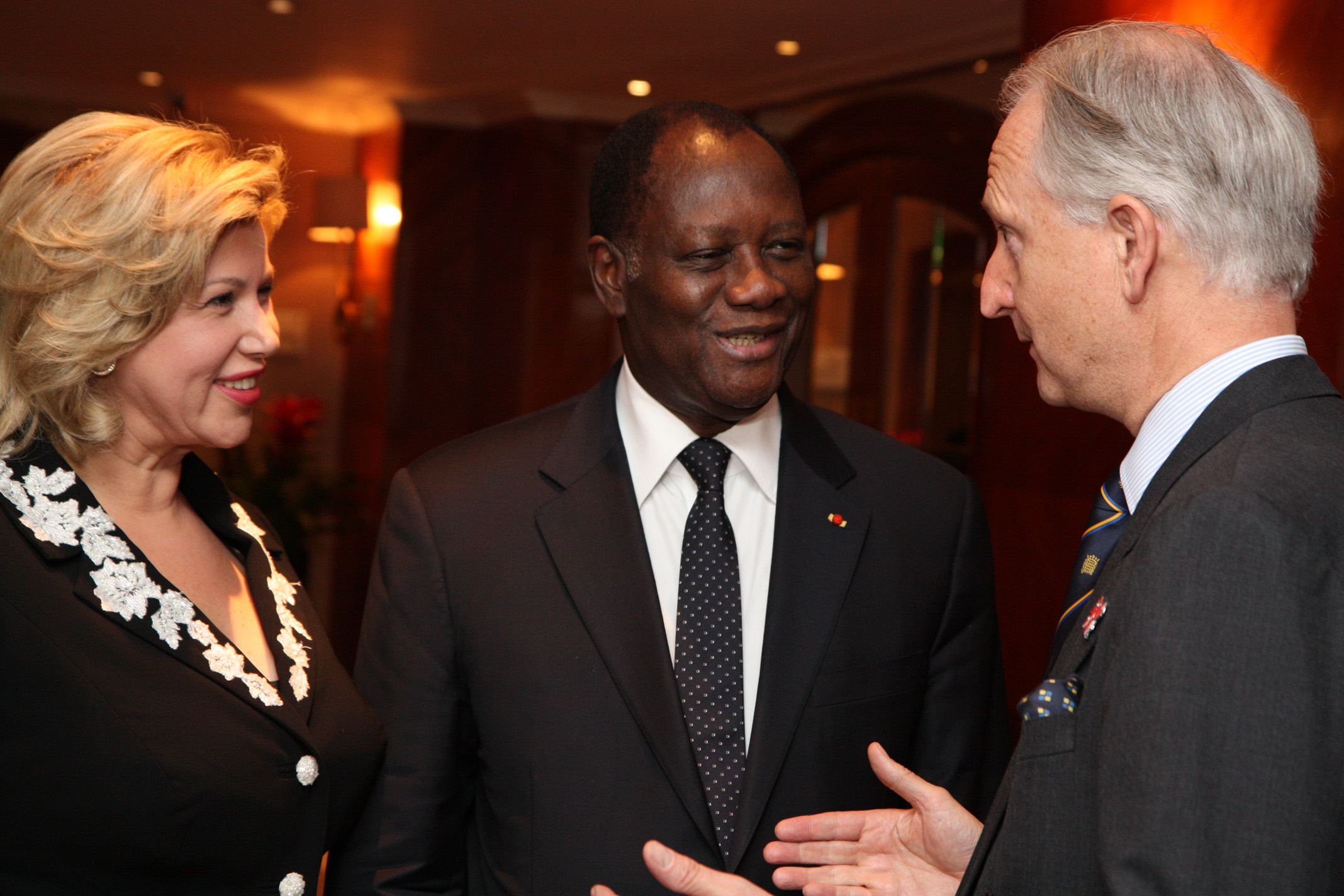
Le sous-secrétaire d'État pour l'Afrique du gouvernement britannique, Henry Bellingham, rencontre le président ivoirien Alassane Ouattara et la première dame Dominique Ouattara à Londres, le 26 juillet 2012.

La politique étrangère de la Côte d'Ivoire débute avec l'indépendance du pays le 7 août 1960.

## Relations avec le Mali
La Côte d'Ivoire et le Mali ont des relations très fortes. Plus de trois millions de Maliens vivent en Côte d'Ivoire et les échanges commerciaux sont importants entre les deux pays de la Communauté économique des États de l'Afrique de l'Ouest (CEDEAO).
En juin 2021, la France annonce son retrait du Mali où elle menait l'opération Barkhane. Le pouvoir malien se rapproche du groupe Wagner pour lutter contre différents groupes islamistes (Groupe de soutien à l'islam et aux musulmans, État islamique en Afrique de l'Ouest, …) dans le cadre de la guerre du Mali. La situation se tend entre le Mali et la France et ses alliés régionaux dont la Côte d'Ivoire.
Le 10 juillet 2022, 49 militaires ivoiriens atterrissent à l'aéroport international Modibo-Keïta de Bamako. Ils sont accusés par le Mali d'être des mercenaires alors que la Côte d'Ivoire considère qu'ils arrivaient pour une mission de l'Organisation des Nations unies, détachés auprès d'une entreprises allemande, sous-traitante des Casques bleus allemands de la Mission multidimensionnelle intégrée des Nations unies pour la stabilisation au Mali (Minusma). Mais l'ONU ne peut prouver dans quel cadre ces soldats auraient dû être déployés et affirme que ces soldats ne sont ni déployés dans le cadre de la Minusma, ni en soutien à celle-ci,. Les 49 soldats sont arrêtés puis inculpés. Le chef d'État malien Assimi Goïta demande comme condition à la libération des soldats, l'expulsion d'opposants maliens réfugiés en Côte d'Ivoire. Si aucun nom n'est donné officiellement, certains journalistes mentionnent ceux de Karim Keïta, Boubou Cissé et de Tiéman Hubert Coulibaly. Les 3 femmes soldates sont libérées en septembre 2022. Le Togo mène une médiation dans la crise,.
En décembre 2022, Téné Birahima Ouattara, ministre de la Défense ivoirien et frère du président Alassane Ouattara se rend au Mali pour négocier la libération des 46 soldats encore prisonniers. Un mémorandum est signé. Quelques jours plus tard, les 46 soldats sont jugés et condamnés à 20 ans de réclusion criminelle et 2 millions de Franc CFA d'amende pour différents chefs d'accusation dont l'« atteinte à la sûreté extérieure de l'État ». Les trois soldates sont elles condamnées par contumace à la peine de mort et à 10 millions d'euros d'amende.
Début janvier 2023, Assimi Goïta accorde sa grâce aux 49 soldats ivoiriens. Les soldats retournent alors en Côte d'Ivoire le 7 janvier 2023.
Au retour des soldats, le président Ouattara déclare souhaiter la normalisation des relations bilatérales. Assimi Goïta exprime de son côté le souhait de « relations fraternelles ». Lors d'une conversation téléphonique se tenant peu après, le président Ouattara invite son homologue malien à effectuer une visite en Côte d'Ivoire (après une première invitation effectuée fin décembre et tenue secrète jusque-là),.

## Relations avec le Maroc
En mai 2025, le Maroc et la Côte d'Ivoire signent leur premier accord de coopération militaire. L'accord prévoit un renforcement des échanges dans plusieurs domaines (formation, entraînement commun, santé militaire, assistance technique, échange d'expertise), entre les Forces armées royales et les Forces armées de Côte d'Ivoire.